# Gare de Saint-Geours-de-Maremne
Gare de Saint-Geours-de-Maremne vasútállomás Franciaországban, Saint-Geours-de-Maremne településen.

## Vasútvonalak
Az állomást az alábbi vasútvonalak érintik:
- Bordeaux–Irun-vasútvonal

## Kapcsolódó állomások
A vasútállomáshoz az alábbi állomások vannak a legközelebb:
- Gare de Saubusse-les-Bains
- Gare de Saint-Vincent-de-Tyrosse